# Lîtkarino
Lîtkarino (ru. Лытка́рино) este un oraș din Regiunea Moscova, Federația Rusă și are o populație de 50.798 locuitori.